# Go A
Go_A (tiếng Ukraina: Ґоу_Ей) là một ban nhạc folktronica Ukraina thành lập năm 2012. Go_A đã đại diện cho Ukraina tại Eurovision Song Contest 2021 với bài hát "Shum", và đạt được thứ hạng 5 chung cuộc.
Tên của ban nhạc được tạo thành bằng cách kết hợp từ "Go" trong tiếng Anh với chữ cái "Alpha" trong bảng chữ cái Hy Lạp, tượng trưng cho sự khởi đầu của mọi thứ, và tên của ban nhạc tượng trưng cho sự "trở về cội nguồn".
Các thành viên của ban nhạc gồm có vocalist Kateryna Pavlenko đến từ Nizhyn, nghệ sĩ nhạc cụ bàn phím và nhạc cụ gõ Taras Shevchenko đến từ Kyiv, Ihor Didenchuk đến từ Lutsk (đồng thời là thành viên của ban nhạc rap Kalush), và Ivan Hryhoriak đến từ Bukovyna.
Ban nhạc trình diễn độc nhất các bài hát bằng tiếng Ukraina.

## Lịch sử
Ban nhạc được thành lập sau cuộc gặp gỡ giữa nghệ sĩ nhạc cụ bàn phím và nhạc cụ gõ Taras Shevchenko (đừng nhầm lẫn với nhà thơ cùng tên) và ca sĩ nhạc dân gian Kateryna Anatoliivna Pavlenko năm 2012. In Bài hát đầu tiên của ban nhạc, có tựa đề "Koliada" (Коляда) được phát hành vào tháng 12 năm 2012.
Ban nhạc đã gây được tiếng vang khi phát hành đĩa đơn "Vesnianka" (Веснянка). Đĩa đơn đã đã giành chiến thắng trong cuộc thi cấp quốc gia The Best Track in Ukraine 2015. Bài hát xếp hạng nhất trên bảng xếp hạng 10Dance của đài Kiss FM tại Ukraina trong 6 tuần liên và đã được Kiss FM trao giải thưởng Discovery of the Year.
Tháng 11 năm 2016, Go_A phát hành album đầu tay có tựa đề Idy na zvuk (Іди на звук; Follow the Tune) qua hãng thu âm Moon Records Ukraine. Album gồm 10 bài hát, trong đó có "Vesnjanka". Đầu năm 2017, ban nhạc đã cho ra mắt album nhạc Giáng sinh mang tên "Shchedryi vechir" (Щедрий вечір), hợp tác với Katya Chilly.

### Eurovision Song Contest (2020–21)

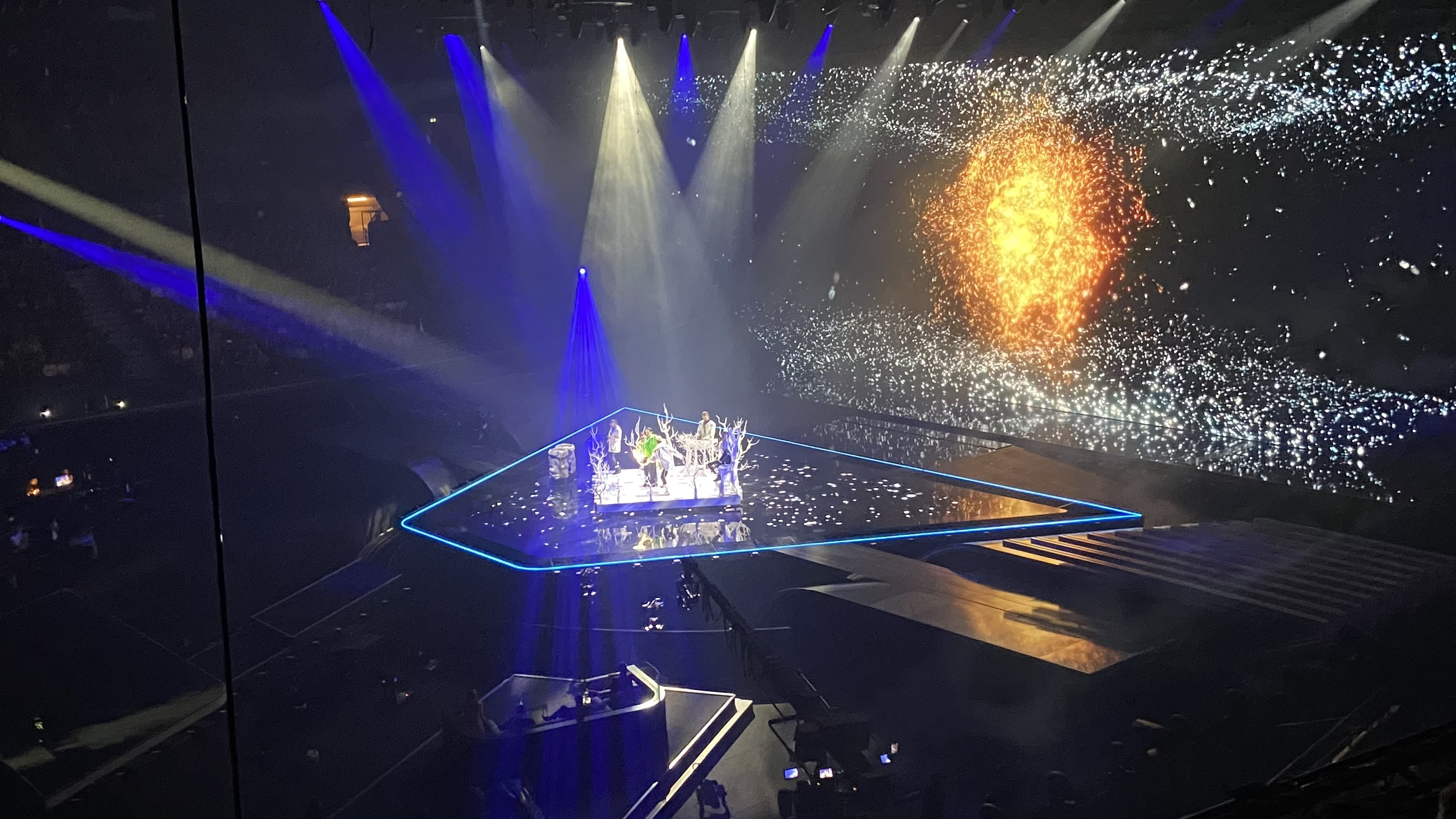
Go_A trình diễn bài hát "Shum" tại Rotterdam trong khuôn khổ Eurovision Song Contest 2021

Ngày 22 tháng 2 năm 2020, Go_A, bằng màn trình diễn ca khúc "Solovey", đã giành được quyền đại diện cho Ukraina tại cuộc thi Eurovision Song Contest 2020 khi giành chiến thắng cả vòng bỏ phiếu công khai và vòng bỏ phiếu của ban giám khảo trong trận chung kết toàn quốc. Cuộc thi sau đó đã bị hủy bỏ do sự bùng phát của đại dịch COVID-19 và Suspilne đã thông báo rằng ban nhạc sẽ đại diện cho nước nhà tại Eurovision Song Contest 2021. Vào ngày 4 tháng 2 năm 2021, Suspilne công bố "Shum" là bài hát sẽ được Go_A trình diễn tại Rotterdam trong khuôn khổ Eurovision Song Contest. Màn trình diễn bài hát "Shum" xếp thứ hạng 5 chung cuộc, với tổng 364 điểm qua hai vòng công khai và ban giám khảo. Dù vậy, ở vòng bầu chọn công khai, tiết mục "Shum" đã đạt được thứ hạng nhì với 267 điểm. Ihor Didenchuk, một thành viên của ban nhạc, cũng đồng thời là thành viên của ban nhạc rap Kalush, đã đem về chiến thắng cho Ukraina tại mùa thi kế tiếp.

### Sau Eurovision Song Contest (2021–nay)
Ban nhạc đã trình diễn trên khắp châu Âu vào cuối năm 2022 và đầu năm 2023.
Tại Eurovision Song Contest 2023, Go_A đã trình diễn bài hát "Shum" trong màn diễu hành cờ của trận chung kết, cùng với các nghệ sĩ Ukraina từng tham gia như Jamala, Tina Karol, và Verka Serduchka. Họ cũng xuất hiện trên sân khấu trong tiết mục "You'll Never Walk Alone" của Duncan Laurence.

## Thành viên
- Kateryna Pavlenko – giọng chính
- Taras Shevchenko – nhạc cụ bàn phím và mixing, nhạc cụ gõ
- Ihor Didenchuk – sopilka, hát đệm
- Ivan Hryhoriak – guitar

## Danh sách đĩa nhạc

### Album
| Nhan đề     | Thông tin                                                                                    | Thứ hạng cao nhất |
| Nhan đề     | Thông tin                                                                                    | LTU               |
| ----------- | -------------------------------------------------------------------------------------------- | ----------------- |
| Idy na zvuk | - Phát hành: 1 tháng 11 năm 2016 - Định dạng: Tải xuống kỹ thuật số - Hãng đĩa: Moon Records | 56                |

### Đĩa đơn
| Nhan đề                                                                | Năm  | Thứ hạng cao nhất | Thứ hạng cao nhất | Thứ hạng cao nhất | Thứ hạng cao nhất | Thứ hạng cao nhất | Thứ hạng cao nhất | Thứ hạng cao nhất | Thứ hạng cao nhất | Thứ hạng cao nhất | Thứ hạng cao nhất | Album                         |
| Nhan đề                                                                | Năm  | UKR Air           | BEL (FL)          | GER               | IRE               | LTU               | NLD               | SWE               | SWI               | UK                | US Elec           | Album                         |
| ---------------------------------------------------------------------- | ---- | ----------------- | ----------------- | ----------------- | ----------------- | ----------------- | ----------------- | ----------------- | ----------------- | ----------------- | ----------------- | ----------------------------- |
| "Kolyada"                                                              | 2012 | —                 | —                 | —                 | —                 | —                 | —                 | —                 | —                 | —                 | —                 | Đĩa đơn không nằm trong album |
| "Vesnyanka"                                                            | 2015 | —                 | —                 | —                 | —                 | —                 | —                 | —                 | —                 | —                 | —                 | Idy na zvuk                   |
| "Shchedryy vechir" (với Katya Chilly)                                  | 2017 | —                 | —                 | —                 | —                 | —                 | —                 | —                 | —                 | —                 | —                 | Đĩa đơn không nằm trong album |
| "Rano-ranenko"                                                         | 2019 | —                 | —                 | —                 | —                 | —                 | —                 | —                 | —                 | —                 | —                 | Đĩa đơn không nằm trong album |
| "Solovey"                                                              | 2020 | 16                | —                 | —                 | —                 | —                 | —                 | —                 | —                 | —                 | —                 | Đĩa đơn không nằm trong album |
| "Dobrym lyudyam na zdorovya"                                           | 2020 | —                 | —                 | —                 | —                 | —                 | —                 | —                 | —                 | —                 | —                 | Đĩa đơn không nằm trong album |
| "Shum"                                                                 | 2021 | 17                | 29                | 66                | 37                | 3                 | 19                | 27                | 36                | 59                | 20                | Đĩa đơn không nằm trong album |
| "Kalyna"                                                               | 2022 | —                 | —                 | —                 | —                 | —                 | —                 | —                 | —                 | —                 | —                 | Đĩa đơn không nằm trong album |
| "Rusalochki"                                                           | 2023 | —                 | —                 | —                 | —                 | —                 | —                 | —                 | —                 | —                 | —                 | Đĩa đơn không nằm trong album |
| "Vorozhyla"                                                            | 2023 | —                 | —                 | —                 | —                 | —                 | —                 | —                 | —                 | —                 | —                 | Dovbush (soundtrack)          |
| "Dumala"                                                               | 2023 | —                 | —                 | —                 | —                 | —                 | —                 | —                 | —                 | —                 | —                 | Đĩa đơn không nằm trong album |
| "Krip"                                                                 | 2024 | —                 | —                 | —                 | —                 | —                 | —                 | —                 | —                 | —                 | —                 | Đĩa đơn không nằm trong album |
| "—" biểu thị bản thu âm không được xếp hạng hoặc không được phát hành. |      |                   |                   |                   |                   |                   |                   |                   |                   |                   |                   |                               |